# Тонкосемянник миртовый
Тонкосемя́нник ми́ртовый (лат. Leptospermum myrsinoides) — вид цветковых растений рода Тонкосемянник (Leptospermum) семейства Миртовые (Myrtaceae).

## Ботаническое описание
Кустарник 1—2 м высотой с узкими листьями 5—10 мм длиной и 1—3 мм шириной. Белые или розовые цветки появляются в октябре и ноябре в естественных условиях произрастания вида.

## Распространение и местообитание
Эндемик Юго-Восточной Австралии. Произрастает в Виктории и юго-востоке Нового Южного Уэльса.

## Синонимика
- Leptospermum myrsinoides var. angustifolium Miq.
- Leptospermum myrsinoides var. latifolium Miq.[2].